# 高木康成
高木 康成（たかぎ やすなり、1982年3月30日 - ）は、静岡県榛原郡吉田町出身の元プロ野球選手（投手）。大阪近鉄バファローズの最後の勝利投手である。

## 経歴

### プロ入り前
小学校3年生で野球を始め、中学時代にはエースとして全国中学校軟式野球大会で初出場初優勝。
静岡高等学校3年時には第81回全国高等学校野球選手権大会に出場し、初戦の倉吉北戦で17奪三振を記録。3回戦で桐生第一の正田樹との投げ合いに敗れるも、3試合連続で2桁奪三振を記録した。
1999年度ドラフト会議にて大阪近鉄バファローズから2位指名を受け、入団。

### 近鉄時代

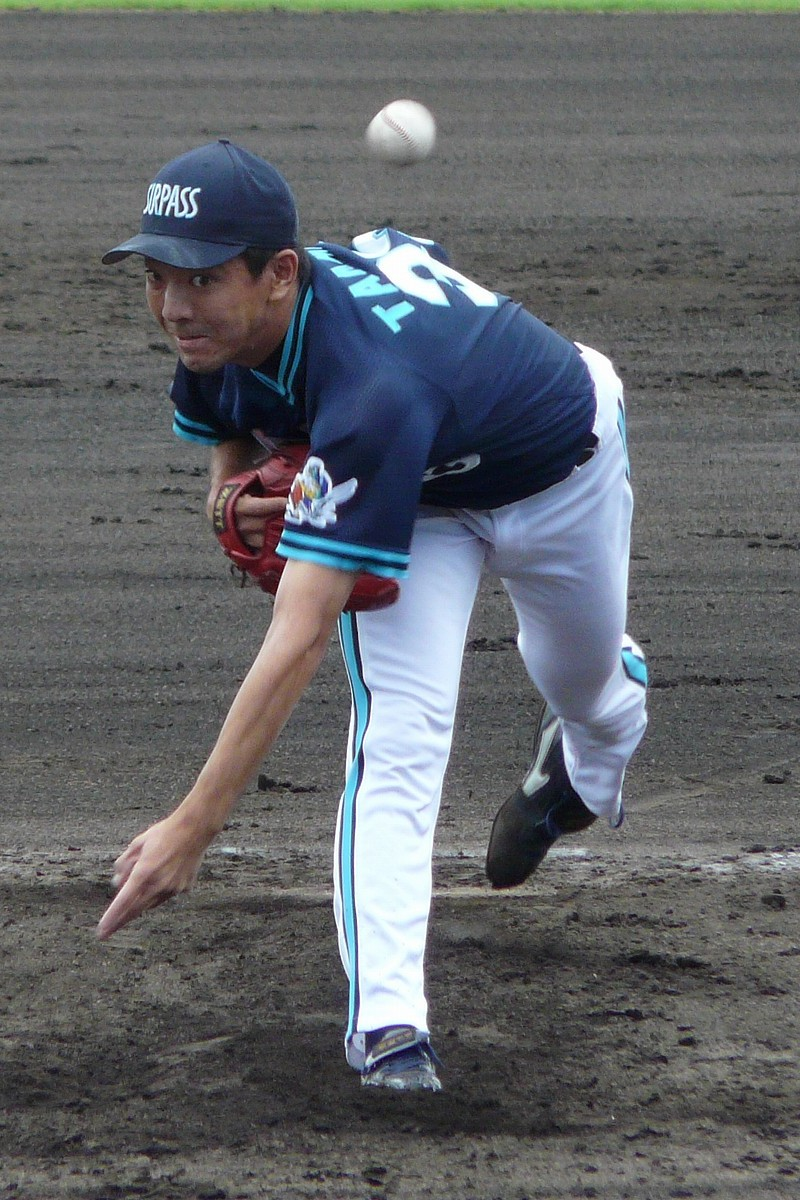
オリックス時代（2008年9月27日、阪神鳴尾浜球場）

入団2年目の2001年に5試合に登板し、初先発・初勝利を記録。
2002年には主にリリーフで27試合に登板し、防御率2点台の好成績を残し、先発初勝利も記録した。
しかし翌2003年は再び一軍登板なしに終わった。
2004年は主に先発として起用され自身最多投球回数を記録したが、打者2巡目や中盤で捉えられる事が多く、5点近い防御率に終わった。近鉄の本拠地最後の試合となった9月24日の西武ライオンズ戦（大阪ドーム）で勝利投手となり、チーム最終戦である27日のオリックス・ブルーウェーブ戦（ヤフーBBスタジアム）でチームが敗れたため、高木は近鉄最後の勝利投手となった。同年のシーズンオフに球団合併による分配ドラフトでオリックス・バファローズへ移籍。

### オリックス時代
2005年は8試合に登板したのみで、内容も芳しい物ではなかった。5月15日の広島東洋カープ戦（スカイマークスタジアム）で先発を任されるも、打者3人に対して2四球1安打という乱調で、1死も奪えずわずか12球で降板。その後、試合は16対14で広島が勝ち、プロ野球史上2位タイとなる両軍42安打（広島22安打・オリックス20安打）という大乱打戦となった。
2006年はリリーフとして起用され、21試合で防御率3.20と久々に一軍の戦力と言える数字を残した。同年のシーズンオフに1997年以来9年ぶりに復活するハワイ・ウィンターリーグへ派遣された。
2007年は開幕から一軍に入り、菊地原毅、山本省吾、吉田修司らと共に左の中継ぎとして活躍した。それ以前は走者を出すと制球を乱し、痛打を許し、崩れる場面が目立ったが克服する。シーズンを通して登板を重ね、チーム2位の54試合に登板、防御率2.62と安定した成績を残した。
2008年も開幕一軍入り。4月2日の西武戦で3年ぶりの先発を務めるも、3回3失点で敗戦投手となった。以降、精彩を欠いた投球が続き、10試合で防御率8.80の大乱調で4月中に二軍へ降格。10月に内視鏡による左肘頭骨棘（ちゅうとうこっきょく）除去手術を受けた。
2009年は開幕では一軍登録はされなかったが7月10日に一軍登録された。しかし、登板機会がないまま7月15日に登録を抹消された。8月7日に一軍へ再登録され、8月12日の試合に抑えとして出場。六点の差があったため、セーブはつかなかったが、1安打無失点と好投した。しかし、8月13日の試合では1回2安打2四球2失点と乱調だった（ビハインドの場面だったので勝ち負けつかず）。その後も乱調が続き、8月21日に再び登録を抹消された。しかし、9月10日に再び一軍へ登録され、この日の試合に先発。結果は5回5安打2四球4失点（自責点3）と失点こそは多かったが、まずまずの投球をした（高木は敗戦投手）。その後は抹消と登録を繰り返し、登録された時は先発するという形になった。9月22日には近鉄時代以来の先発での勝利投手となった（6回2安打2四球無失点）。10月9日のオリックス最終戦でも先発した（結果は負けて、高木は敗戦投手となった）。なお、この年の先発した試合はすべて東北楽天ゴールデンイーグルス戦であった。12月4日、木佐貫洋とのトレードで読売ジャイアンツへ移籍。

### 巨人時代
2010年は8月15日の横浜ベイスターズ戦で移籍後初登板。昇格後は9月5日の対中日ドラゴンズ戦まで11試合連続無失点を記録している。8月21日の阪神タイガース戦では6回1点ビハインドの場面に登板し、1回1安打無失点に抑え、直後にチームが逆転したために移籍後初勝利を挙げる。さらに、新天地でのお立ち台デビューも果たしている。9月16日の東京ヤクルトスワローズ戦で巨人移籍後の初先発を果たし、4回を3安打1失点に抑えるも、今季初黒星を喫している。10月8日のヤクルト戦では勝てば2位となりCS本拠地開催権を確保できる試合で9回に追いつかれ、延長10回にマーク・クルーンがランナーを2人出したところで交代となり登板したが、川本良平に勝ち越し3ラン本塁打を打たれ、そのままチームは敗れ、3位となりシーズンを終えた。最終的にこの年は21試合を投げ、24.2回、自責点3、防御率1.09と過去最高の成績を残した。
2011年は登板数は前年の倍近い46試合に登板したが、打ち込まれるケースも多く、防御率も前年の倍近くの3点台に終わった。
2012年は、開幕から13試合連続無失点を記録。山口鉄也や新人の高木京介の影に隠れつつも、40試合に登板。3勝1敗、防御率1.44と前々年の安定感を取り戻した。年間を通じて一軍に在籍した。
2013年は、4月3日の横浜DeNAベイスターズ戦に登板するも出場はこの1試合のみ。8月3日、球団から左肩関節唇の修復手術を受けることが発表された。10月23日、自由契約になる事が発表され、11月28日に育成契約を結んだ。
2014年は二軍でも登板なしに終わり、10月1日に球団から戦力外通告を受け、11月6日にブログにて現役引退を表明。11月23日開催のファンフェスタでは約10分にも渡る引退スピーチを行い、整列していた選手・首脳陣も思わず吸い込まれるようにこれに聞き入った。

### 引退後
2015年より巨人の二軍サブマネージャーに就任。2019年から一軍サブマネージャー、2021年は監督担当マネジャー、2022年からは編成本部長補佐に就任。2024年は編成副本部長プロ担当を務める。

## 選手としての特徴
平均球速約139km/h、最速147km/hのストレート、高校時代に甲子園でも多くの三振を奪った変化の大きいカーブに、カット・ファスト・ボール、スライダー、シュート、フォークボールなどの多彩な変化球を投げ分ける軟投派左腕である。
プロ入りからオリックス移籍直後までは先発投手を任されていたがあまり目立った成績を残せず、2006年以降はリリーフとしての起用がメインとなった。
チームにとっては貴重なサウスポーだが、やや故障が多いのが欠点であった。

## 人物
2004年シーズンオフの選手分配ドラフト直後のオリックスとの交渉時、年俸1300万円を提示されるものの、「12で割ると1カ月分がすごい半端。1320万だと110万円になるんで」と主張して20万円の上乗せに成功。当時フロントの中村勝広を笑わせた。
髪質がウィルフィン・オビスポに似ていることから、オリックス時代から兄弟ではないかというネタにされていたものの、ジャイアンツへの移籍が決まったことで、奇しくも同じチームに所属することになった。しかし、2010年オフにオビスポはトレードで北海道日本ハムファイターズへ移籍。
ジャイアンツ移籍後、ズームイン!!サタデー内のコーナー『プロ野球熱ケツ情報』の司会、宮本和知に年賀状を送っており、このことから宮本に「非常に律義な性格」と称され、以後同コーナーでは『リッチギー（律義）高木』と命名されている。

## 詳細情報

### 年度別投手成績
| 年 度      | 球 団      | 登 板 | 先 発 | 完 投 | 完 封 | 無 四 球 | 勝 利 | 敗 戦 | セ 丨 ブ | ホ 丨 ル ド | 勝 率 | 打 者 | 投 球 回 | 被 安 打 | 被 本 塁 打 | 与 四 球 | 敬 遠 | 与 死 球 | 奪 三 振 | 暴 投 | ボ 丨 ク | 失 点 | 自 責 点 | 防 御 率 | W H I P |
| ---------- | ---------- | ----- | ----- | ----- | ----- | -------- | ----- | ----- | -------- | ----------- | ----- | ----- | -------- | -------- | ----------- | -------- | ----- | -------- | -------- | ----- | -------- | ----- | -------- | -------- | ------- |
| 2001       | 近鉄       | 5     | 1     | 0     | 0     | 0        | 1     | 0     | 0        | --          | 1.000 | 35    | 6.1      | 12       | 1           | 4        | 0     | 0        | 6        | 1     | 0        | 10    | 10       | 14.21    | 2.53    |
| 2002       | 近鉄       | 27    | 5     | 0     | 0     | 0        | 3     | 3     | 0        | --          | .500  | 257   | 63.1     | 49       | 3           | 17       | 2     | 4        | 61       | 4     | 0        | 19    | 18       | 2.56     | 1.04    |
| 2004       | 近鉄       | 19    | 10    | 0     | 0     | 0        | 2     | 7     | 0        | --          | .222  | 283   | 64.2     | 54       | 7           | 38       | 1     | 3        | 42       | 2     | 0        | 35    | 35       | 4.87     | 1.42    |
| 2005       | オリックス | 8     | 5     | 0     | 0     | 0        | 1     | 3     | 0        | 0           | .250  | 80    | 17.1     | 20       | 5           | 11       | 0     | 1        | 11       | 2     | 0        | 12    | 12       | 6.23     | 1.79    |
| 2006       | オリックス | 21    | 3     | 0     | 0     | 0        | 0     | 1     | 0        | 1           | .000  | 88    | 19.2     | 23       | 2           | 8        | 0     | 0        | 19       | 0     | 0        | 7     | 7        | 3.20     | 1.58    |
| 2007       | オリックス | 54    | 0     | 0     | 0     | 0        | 4     | 3     | 0        | 8           | .571  | 226   | 55.0     | 48       | 3           | 18       | 2     | 1        | 47       | 2     | 0        | 18    | 16       | 2.62     | 1.20    |
| 2008       | オリックス | 10    | 1     | 0     | 0     | 0        | 1     | 2     | 0        | 1           | .333  | 70    | 15.1     | 21       | 3           | 3        | 0     | 1        | 8        | 0     | 0        | 16    | 15       | 8.80     | 1.57    |
| 2009       | オリックス | 6     | 3     | 0     | 0     | 0        | 1     | 2     | 0        | 0           | .333  | 89    | 20.0     | 18       | 1           | 14       | 0     | 0        | 4        | 0     | 0        | 12    | 11       | 4.95     | 1.60    |
| 2010       | 巨人       | 21    | 1     | 0     | 0     | 0        | 1     | 1     | 0        | 3           | .500  | 100   | 24.2     | 15       | 1           | 11       | 1     | 2        | 19       | 3     | 0        | 3     | 3        | 1.09     | 1.05    |
| 2011       | 巨人       | 46    | 1     | 0     | 0     | 0        | 1     | 3     | 0        | 12          | .250  | 157   | 36.1     | 31       | 3           | 20       | 0     | 2        | 24       | 1     | 0        | 16    | 15       | 3.72     | 1.40    |
| 2012       | 巨人       | 40    | 0     | 0     | 0     | 0        | 3     | 1     | 0        | 6           | .750  | 169   | 43.2     | 34       | 0           | 8        | 1     | 0        | 25       | 3     | 0        | 9     | 7        | 1.44     | 0.96    |
| 2013       | 巨人       | 1     | 0     | 0     | 0     | 0        | 0     | 0     | 0        | 1           | ----  | 7     | 2        | 2        | 0           | 0        | 0     | 0        | 1        | 0     | 0        | 0     | 0        | 0.00     | 1.00    |
| 通算：12年 | 通算：12年 | 258   | 30    | 0     | 0     | 0        | 18    | 26    | 0        | 32          | .409  | 1561  | 368.1    | 327      | 29          | 152      | 7     | 14       | 267      | 18    | 0        | 157   | 149      | 3.64     | 1.30    |

### 記録
- 初登板：2001年6月12日、対福岡ダイエーホークス11回戦（福岡ドーム）、6回裏2死に4番手で救援登板・完了、2回1/3を1失点
- 初奪三振：同上、8回裏に松中信彦から
- 初先発：2001年6月17日、対オリックス・ブルーウェーブ14回戦（大阪ドーム）、2回4失点
- 初勝利：2001年9月29日、対千葉ロッテマリーンズ28回戦（千葉マリンスタジアム）、8回裏に2番手で救援登板、1回無失点
- 初先発勝利：2002年10月2日、対西武ライオンズ28回戦（西武ドーム）、8回1失点
- 初ホールド：2006年8月13日、対福岡ソフトバンクホークス14回戦（福岡Yahoo!JAPANドーム）、8回裏1死に2番手で救援登板、1/3回無失点

### 背番号
- 33 （2000年 - 2009年）
- 13 （2010年 - 2013年）
- 001 （2014年）